# Sint-Franciscus Xaveriuskerk (Rožňava)
De Rooms-katholieke Sint-Franciscus Xaveriuskerk, in de volksmond ook wel jezuïetenkerk of leerlingenkerk genoemd, is een éénbeukig barok kerkgebouw uit 1650 in de Slowaakse stad Rožňava.

## Ligging
De kerk ligt centraal op het Mijnwerkersplein. De aan het priesterkoor grenzende toren maakt geen deel uit van de kerk, maar is een plaatselijke wachttoren. Hij deed vanaf de vroegmoderne tijd dienst als uitkijktoren, bedoeld voor observatie van de omgeving (militaire bescherming van de stad).

## Beknopte geschiedenis
Het bedehuis werd destijds gebouwd door de aartsbisschop van Esztergom: Juraj Lipai (°1601 - †1666). De constructie gebeurde op de plaats waar voorheen een stadhuis en een protestantse school stonden.
Aanvankelijk behoorde deze kerk toe aan de jezuïeten maar later, vanaf het begin van de 19e eeuw, werd ze eigendom van de premonstratenzers. Ze maakt deel uit van het Slowaaks cultureel erfgoed.

## Exterieur
Aan de voorgevel, links en rechts boven de portaaldeur, ziet men twee nissen met houten beelden die koning David en Mozes voorstellen. 
Aan de linkerkant van de voorgevel, naast de kerk, staat een kapelletje met een beeltenis van Johannes Nepomucenus. Deze is de patroon van de stad Rožňava.

## Begraafplaats
Onder de kerk is een vertrek waar religieuzen (paters) begraven liggen. Deze ruimte was in een ver verleden waarschijnlijk de kelder van het oorspronkelijke stadhuis.

## Illustraties

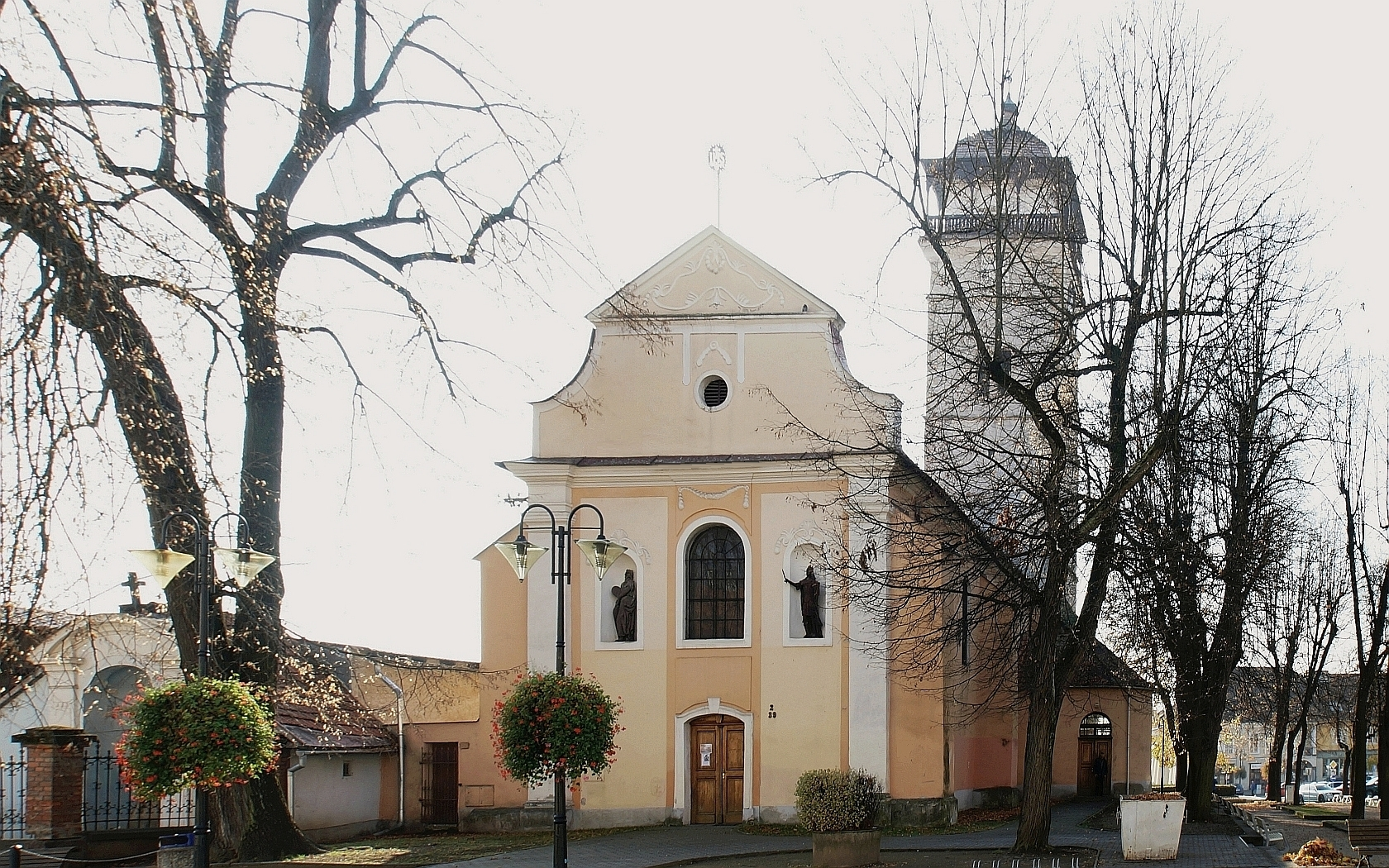
Sint-Franciscus Xaveriuskerk op het Mijnwerkersplein in Rožňava (herfst 2018).